# 23 (Silvia Salemi)
23 è il settimo album di Silvia Salemi, pubblicato nel 2017 dall'etichetta discografica Believe Digital.

## Descrizione
Dopo 10 anni di silenzio discografico Silvia Salemi pubblica questo album che contiene dieci brani di cui otto inediti, una nuova versione di A casa di Luca e Silence canzone che era presente nel lavoro del 2000 L'arancia.
Collaborazione con Giovanni Veronesi che ha scritto il testo della canzone Credo e con Andrea Amati e Gabriele Oggiano per il brano L’ultimo.

## Tracce
1. Silence – 4:10
2. Credo – 3:00
3. Potrebbe essere – 3:41
4. Tu io noi – 3:45
5. L'ultimo – 3:21
6. A casa di Luca – 4:02
7. Le canzoni – 3:32
8. Quel ricordo – 2:52
9. Battiti – 4:02
10. Tutto il meglio – 3:55

Durata totale: 36:20